# Saint-Étienne-de-Maurs
 Saint-Étienne-de-Maurs  es una población y comuna francesa, situada en la región de Auvernia, departamento de Cantal, en el distrito de Aurillac y cantón de Maurs.

## Demografía
| 532 | 516 | 525 | 658 | 674 | 622 |
| Para los censos de 1962 a 1999 la población legal corresponde a la población sin duplicidades (Fuente: INSEE [Consultar]) |     |     |     |     |     |